# Lehrlingsrolle
Die Handwerkskammern bzw. die Industrie- und Handelskammern (IHK) müssen eine Lehrlingsrolle führen, in der die bestehenden Berufsausbildungsverträge eingetragen werden. Die Lehrlingsrolle wird auch als „Das Verzeichnis der Berufsausbildungsverhältnisse“ bezeichnet.
Der Ausbildende muss jeden neuen Ausbildungsvertrag der zuständigen Stelle, den jeweiligen Kammern, melden. Im § 30 der Handwerksordnung steht:
(1) Der Ausbildende hat unverzüglich nach Abschluss des Berufsausbildungsvertrags die Eintragung in die Lehrlingsrolle zu beantragen. Eine Ausfertigung der Vertragsniederschrift ist beizufügen. Entsprechendes gilt bei Änderungen des wesentlichen Vertragsinhalts.
(2) Der Ausbildende hat anzuzeigen
1.  eine vorausgegangene allgemeine und berufliche Ausbildung des Lehrlings (Auszubildenden),
2.  die Bestellung von Ausbildern.
Die Prüfung der gesetzlichen Bestimmungen ist die Aufgabe der Lehrlingsrolle. Die gesetzliche Grundlage ist das Berufsbildungsgesetz § 34 bis § 36 und die Handwerksordnung § 28 bis § 30 bzw. das IHK-Gesetz.
Geprüft wird, ob die Ausbildungszeit eingehalten wird, die Berufsbezeichnung stimmt und ob nicht zulässige Vereinbarungen im Ausbildungsvertrag stehen.